# 9518 Robbynaish
9518 Robbynaish è un asteroide della fascia principale. Scoperto nel 1978, presenta un'orbita caratterizzata da un semiasse maggiore pari a 2,3639954 au e da un'eccentricità di 0,1431787, inclinata di 7,96951° rispetto all'eclittica.
L'asteroide è dedicato al velista statunitense Robby Naish.